# Luchthaven Sovjetski
Luchthaven Sovjetski (Russisch: Аэропорт Советский) is een luchthaven op ongeveer 4 kilometer ten zuiden van de stad Sovjetski in het westen van West-Siberië. De luchthaven ligt in het district Sovjetski in het Russische autonome district Chanto-Mansië en is geschikt voor middelgrote vliegtuigen als de Jak-40, Jak-42, An-24, Tu-154 en de Il-76. De luchthaven wordt gebruikt door de luchtvaartmaatschappijen Gazpromavia (Belojarski, Moskou-Vnoekovo en Nadym), UT Air (Belojarski, Chanty-Mansiejsk, Moskou-Vnoekovo en Tjoemen-Rosjino) en Karat. In de zomer wordt er ook op andere bestemmingen gevlogen als Krasnodar, Anapa, Sotsji en Mineralnye Vody.